# Ки Бо Бэ
Ки Бо Бэ (кор. 기보배; 20 февраля 1988, Анян, Республика Корея) — южнокорейская спортсменка, стрелок из лука, трёхкратная олимпийская чемпионка, четырёхкратная чемпионка мира, пятикратная чемпионка Универсиады, чемпионка летних Азиатских игр 2010 года в командном первенстве.

## Карьера
Заниматься стрельбой из лука Ки Бо Бэ начала в 1998 году. С 2010 года корейская лучница начала выступать на крупнейших международных соревнованиях. Первого крупного успеха в карьере Ки добилась в 2011 году, став вместе с Лим Дон Хён чемпионкой мира в миксте. В командных соревнованиях кореянки дошли до полуфинала, где уступили соперницам из Индии (212:216). В поединке за третье место корейские лучницы уверено победили китаянок (222:214) и стали бронзовыми призёрами мирового первенства.
На летних Олимпийских играх 2012 года в Лондоне Ки Бо Бэ входила в состав южнокорейской команды, причем стреляла последней из всех членов команды. В четвертьфинале кореянки, показавшие по итогам квалификации первый результат, легко превзошли датчанок 206:195, в полуфинале они были сильнее японок 221:206, а в финале встретились с командой Китая. В упорной борьбе кореянки одержали победу с разницей в одно очко 210:209, а заключительный выстрел Ки Бо Бэ в «девятку» стал для них золотым.
В квалификационном раунде индивидуального первенства Ки Бо Бэ заняла первое место с результатом 671 очко. В первом раунде она встретилась со слабейшей по результатам квалификации спортсменкой — Ранд аль-Машхадани из Ирака и легко одолела её с сухим счётом 6:0. Во втором раунде кореянка одолела Екатерину Тимофееву из Белоруссии, а в 1/8 финала всухую одолела японку Рэн Хаякаву. В четвертьфинале Ки в упорной борьбе сломила сопротивление лидера сборной России — Ксении Перовой, победив её со счетом 6:4. В полуфинале кореянка одолела американку Хатуну Лориг, а в драматичном финале вырвала победу у мексиканки Аиды Роман со счетом 6:5.
По итогам мирового первенства 2013 года Ки Бо Бэ стала обладательницей ещё двух золотых медалей, став сначала чемпионкой мира в команде, а на следующий день в паре с О Джин Хёком победительницей в смешанном разряде. Чемпионат мира 2015 года начался для корейских лучниц очень уверенно. Женская сборная по итогам квалификации заняла первое место, а Ки Бо Бэ остановилась на второй позиции. По итогам плей-офф Ки стала обладательницей трёх медалей, две из которых были золотыми. Впервые в карьере Ки Бо Бэ стала чемпионкой мира в индивидуальных соревнованиях, а также в очередной раз была одержана победа в миксте (вместе с Ку Пон Чханом). 14 июня 2016 года Ки Бо Бэ вместе с Чхан Хе Джин и Чхве Ми Сун на этапе Кубка мира в турецкой Анталье установили новый мировой рекорд, равный 2045 очкам.
Женские соревнования в стрельбе из лука на Олимпийских играх 2016 года в Рио-де-Жанейро начались для корейских лучниц наилучшим образом. По итогам квалификационного раунда женская сборная с Ки Бо Бэ в составе заняла 1-е место, обойдя ближайших преследовательниц из России на 60 очков. В раунде плей-офф корейские лучницы уверенно разобрались со всеми соперницами, заканчивая каждый матч со счётом 5:1, при этом в финале кореянки победили сборную России, взяв тем самым реванш за поражение в полуфинале последнего мирового первенства. Благодаря этой победе Ки Бо Бэ стала трёхкратной олимпийской чемпионкой, догнав по этому показателю свою соотечественницу Пак Сон Хён.
Спустя пару дней у Ки Бо Бэ была реальная возможность стать четырёхкратной олимпийской чемпионкой. По результатам квалификации в индивидуальном турнире Ки заняла 3-е место, уступив при этом только своим партнёршам по сборной. В плей-офф Ки Бо Бэ, уверенно побеждая соперниц, добралась до полуфинала, где встретилась со вторым номером квалификации Чхан Хе Джин. Ки Бо Бэ смогла выиграть первый сет (25:19), но дальше преимущество полностью перешло на сторону Чхан, которая в итоге довела матч до победы со счётом 7:3 и вышла в финале, при этом Ки за все пять сетов ни разу не смогла преодолеть рубеж в 26 очков. Поединок за третье место против мексиканки Алехандры Валенсии сложился тяжело. Соперницы по очереди выигрывали сеты, но в решающем пятом раунде корейская лучница смогла набрать максимально возможные 30 очков, в то время, как Валенсия ответила лишь 25, и стала бронзовым призёром Олимпийских игр.
В сентябре 2017 года Ки Бо Бэ в третий раз победила в финале Кубка мира. В решающем поединке турнира, проходившем в Риме, корейская лучница обыграла россиянку Ксению Перову 7:1.

## Личная жизнь
- Живёт и тренируется в городе Кванджу.